# 香槟-勃艮第运河
香槟-勃艮第运河（法語：Canal entre Champagne et Bourgogne，法語發音：[kanal ɑ̃tʁ ʃɑ̃paɲ e buʁɡɔɲ]，意即为“在香槟和勃艮第之间的运河”），前称马恩河—索恩河运河（Canal de la Marne à la Saône，[kanal də la maʁn a la son]），是法国东北部的一条运河，连接维特里勒弗朗索瓦和索恩河畔马克西利。